# Glid
Glid är en svensk tidskrift om längdåkning  och som utkommer med sex nummer per år.
Glid startades i februari 2004 av Bångman&Örnborg Förlag AB. Bakom tidskriften och utgivningen stod journalisterna Karin Bångman och Mary Örnborg'. Tidningen gav tips och råd när det gällde träning, tävling och motion för längdåkare. Glid blev Nordens största oberoende tidskrift inom sin genre.
Bångman&Örnborg Förlag köpte efter starten av Glid också skidsajten skidsport.com som startats av journalisten Håkan Degselius. Våren 2008 såldes Glid och skidsport.com till Springtime Förlag AB som också ger ut cykeltidningen Kadens och löparmagasinet Runners World.